# Сенат Парламента Казахстана
Сенат Парламента Республики Казахстан (каз. Қазақстан Республикасы Парламентінің Сенаты) — верхняя палата Парламента Республики Казахстан.
Порядок формирования сената определяется статьёй 50 конституции Казахстана. Сенат образуют депутаты, представляющие по два человека от каждой области, города республиканского значения и столицы Республики Казахстан. Десять депутатов сената назначаются президентом Казахстана (пять из которых — по предложению Ассамблеи народа Казахстана) с учётом необходимости обеспечения представительства в сенате национально-культурных и иных значимых интересов общества.

## История

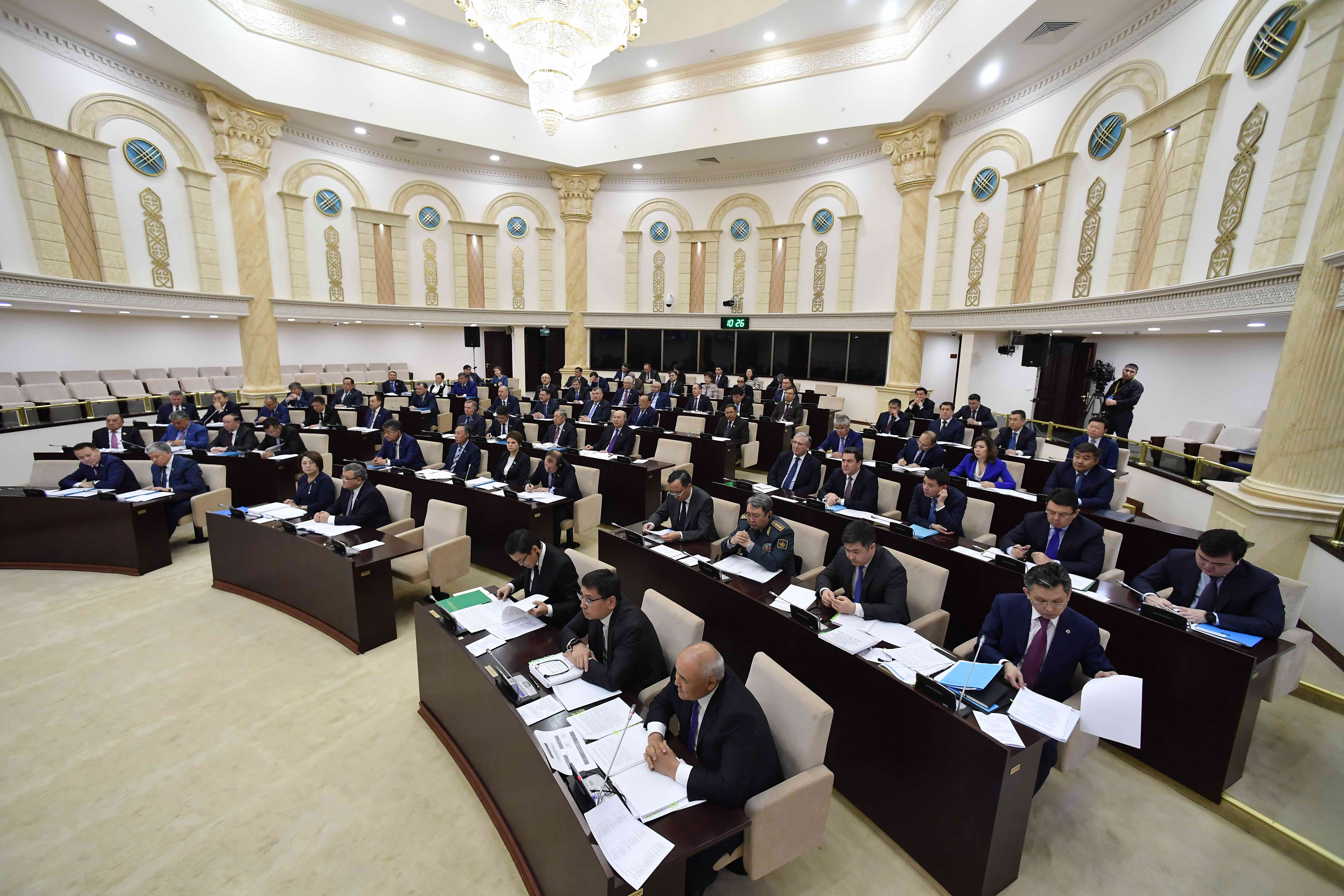
Заседание сената парламента Казахстана VI созыва

По конституции Казахстана 1995 года срок полномочий депутатов сената I созыва составлял 4 года, половина депутатов переизбиралась каждые 2 года. На выборах 5 декабря 1995 года было избрано 40 депутатов сената — по 2 человека от 19 областей и столицы Казахстана — города Алматы. Семь депутатов сената были назначены президентом республики Нурсултаном Назарбаевым. Полномочия парламента I созыва начались с открытием первой сессии 30 января 1996 года.
8 октября 1997 года состоялись выборы депутатов сената на 4 года в связи с окончанием срока полномочий депутатов сената, избранных в 1995 году на 2 года. После прошедшей административной реформы и оптимизации областей в сенат были избраны 15 депутатов — выборы проходили по 14 областям и Алматы. В связи с объявлением Акмолы (сейчас — Астана) столицей Казахстана, 11 февраля 1998 года состоялись выборы депутатов сената по городу Акмоле.
7 октября 1998 года были приняты поправки в конституцию Казахстана, по которым срок полномочий депутата сената был увеличен до 6 лет, половина из избранных депутатов переизбирается каждые 3 года. В связи с окончанием срока полномочий депутатов сената, избранных в 1995 году на 4 года, 17 сентября 1999 года состоялись выборы депутатов сената на 6 лет. Полномочия депутатов сената, избранных в 1997 году, продолжались во II созыве до декабря 2002 года.
21 мая 2007 года были приняты поправки в конституцию Казахстана. Количество депутатов сената, назначаемых президентом Казахстана, увеличилась с 7 до 15. 29 августа 2007 года указом президента были назначены ещё 8 депутатов сената, таким образом число депутатов сената увеличилось с 39 до 47.
В июне 2018 года город Шымкент стал городом республиканского значения, в связи с чем в октябре 2018 года состоялись выборы депутатов сената от новой административной единицы. Количество депутатов сената увеличилось с 47 до 49.
В мае 2019 года был учреждён статус «почётный сенатор», который был присвоен первому президенту Казахстана Нурсултану Назарбаеву «за выдающийся вклад в формирование конституционно-правовых основ Республики Казахстан как демократического, светского, правового и социального государства, а также в становление и развитие отечественного парламентаризма».
В июне 2022 года на республиканском референдуме были приняты изменения в конституцию Казахстана. Согласно новой редакции, президент назначает 10 депутатов сената (вместо 15), пять из которых — по предложению Ассамблеи народа Казахстана. В июне 2022 года были также образованы три новых области — Абайская, Улытауская и Жетысуская, в связи с чем 24 августа 2022 года были избраны депутаты сената от новых административных единиц.

## Порядок формирования
Срок депутатских полномочий — 6 лет. Половина избираемых депутатов сената переизбирается каждые 3 года. В сенате 50 мест:
- 10 сенаторов назначает президент Казахстана;
- 40 сенаторов избираются по два человека от каждой области, города республиканского значения и столицы Казахстана[9].

Депутатом сената может быть лицо, достигшее 30 лет, имеющее высшее образование и стаж работы не менее 5 лет, постоянно проживающее на территории соответствующей области, города республиканского значения либо столицы республики не менее 3 лет. При этом депутат сената не может быть одновременно депутатом нижней палаты парламента Казахстана — мажилиса.
Выборы депутатов сената регулируются конституционным законом «О выборах в Республике Казахстан». Избрание депутатов Сената осуществляется на основе косвенного избирательного права тайным голосованием. В выборах его депутатов участвуют выборщики — депутаты маслихатов.
Выдвижение кандидатов в депутаты сената проводится:
1) на сессиях областного (городов республиканского значения и столицы), городского, районных маслихатов. Политические партии, иные общественные объединения через своих представителей в маслихатах предлагают кандидатуры в депутаты сената. При этом от нескольких маслихатов может быть выдвинут один кандидат;
2) в порядке самовыдвижения.
В поддержку кандидата организуется сбор подписей. Кандидат в депутаты Сената должен быть поддержан не менее чем 10 % голосов от общего числа выборщиков, представляющих все маслихаты области, маслихат города республиканского значения или столицы, но не более чем 25 % голосов выборщиков от одного маслихата.
Выборы депутатов сената проводятся на совместном заседании выборщиков, которое считается правомочным, если на нём присутствует более 50 % от числа избранных депутатов, представляющих все маслихаты соответственно области, маслихат города республиканского значения или столицы. Голосование считается состоявшимся, если в нём приняло участие более 50 % присутствующих выборщиков. Избранным считается кандидат, набравший более 50 % голосов выборщиков, принявших участие в голосовании.

## Полномочия
К исключительному ведению сената согласно конституции страны относятся:
1. избрание и освобождение от должности по представлению президента Республики Казахстан председателя и судей Верховного суда, принятие их присяги;
2. по представлению президента Казахстана избрание и освобождение от должности Уполномоченного по правам человека в Республике Казахстан;
3. дача согласия на назначение президентом страны председателя Национального банка, генерального прокурора, председателя Комитета национальной безопасности Казахстана, председателя Конституционного Суда, председателя Высшего Судебного Совета;
4. лишение неприкосновенности генерального прокурора, председателя и судей Верховного суда, Уполномоченного по правам человека;
5. выполнение функций парламента по принятию конституционных законов и законов в период временного отсутствия мажилиса, вызванного досрочным прекращением его полномочий;
6. осуществление иных полномочий, возложенных Конституцией на сенат парламента.

Депутаты сената обладают правом законодательной инициативы, которое реализуется исключительно в мажилисе.
Законопроекты сначала рассматриваются в мажилисе. Законопроекты, рассмотренные и одобренные большинством голосов от общего числа депутатов мажилиса, передаются в сенат, где рассматриваются не более 60 дней. Принятый большинством голосов от общего числа депутатов сената проект становится законом и в течение 10 дней представляется президенту на подпись. Отклонённый в целом большинством голосов от общего числа депутатов сената проект возвращается в мажилис.

## Председатель сената

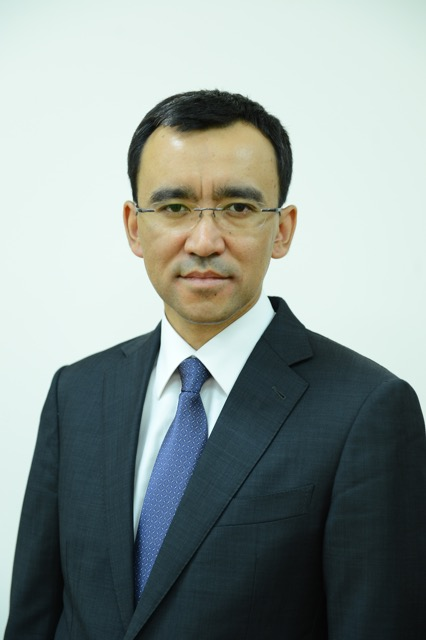
Маулен Ашимбаев — председатель сената с 4 мая 2020 года

Сенат возглавляет председатель, свободно владеющий государственным (казахским) языком, который избирается тайным голосованием большинством голосов от общего числа депутатов сената. Кандидатура на должность председателя сената выдвигается президентом Казахстана из числа его депутатов.
Председатель сената созывает заседания сената и председательствует на них; осуществляет общее руководство подготовкой вопросов, вносимых на рассмотрение сената; представляет палатам кандидатуры к избранию на должности заместителей председателя сената; обеспечивает соблюдение регламента в деятельности сената; руководит деятельностью координационных органов сената; подписывает акты, издаваемые сенатом; представляет сенату кандидатуры для назначения на должности членов Конституционного совета, Центральной избирательной комиссии, Счётного комитета по контролю за исполнением республиканского бюджета; выполняет другие обязанности, возлагаемые на регламентом парламента.
В случае досрочного освобождения или отрешения от должности президента Казахстана, а также его смерти полномочия президента на оставшийся срок переходят к председателю сената парламента (при невозможности председателя сената принять на себя полномочия президента они переходят к председателю мажилиса парламента; при невозможности председателя мажилиса принять на себя полномочия президента они переходят к премьер-министру страны). Лицо, принявшее на себя полномочия президента, складывает с себя полномочия председателя сената. 20 марта 2019 года после того, как первый президент страны Нурсултан Назарбаев принял решение сложить с себя полномочия президента, президентом Казахстана стал возглавлявший сенат Касым-Жомарт Токаев.

### Список председателей сената
| Председатель                      | Созыв   | Годы                                       |
| --------------------------------- | ------- | ------------------------------------------ |
| Байгельди Омирбек                 | I       | 30 января 1996 года — 1 декабря 1999 года  |
| Абдыкаримов Оралбай Абдыкаримович | II      | 1 декабря 1999 года — 10 марта 2004 года   |
| Абыкаев Нуртай Абыкаевич          | II—III  | 10 марта 2004 года — 11 января 2007 года   |
| Токаев Касым-Жомарт Кемелевич     | III—IV  | 11 января 2007 года — 15 апреля 2011 года  |
| Мами Кайрат Абдразакулы           | IV—V    | 15 апреля 2011 года — 16 октября 2013 года |
| Токаев Касым-Жомарт Кемелевич     | V—VI    | 16 октября 2013 года — 20 марта 2019 года  |
| Назарбаева Дарига Нурсултановна   | VI      | 20 марта 2019 года — 4 мая 2020 года       |
| Ашимбаев Маулен Сагатханулы       | VI—VIII | с 4 мая 2020 года                          |

## Депутатские объединения
Депутаты сената вправе создавать депутатские объединения в виде депутатских групп, за исключением групп по принципу партийной принадлежности. Депутатская группа — объединение депутатов для осуществления своих полномочий. В составе депутатской группы должно быть не менее пятнадцати депутатов парламента. Депутатские объединения, зарегистрированные в бюро сената, информируют председателя сената о своих решениях. Регистрация депутатских групп осуществляется в бюро сената, производится явочным порядком и носит исключительно информационный характер. Внутренняя деятельность депутатских объединений организуется ими самостоятельно.
В случае выхода депутатов из депутатского объединения (и если в его составе будет насчитываться меньшее количество членов, необходимое для регистрации) такое депутатское объединение постановлением бюро палаты прекращает свою деятельность. Депутат, изменивший членство в депутатском объединении, информирует в течение 10 дней об этом бюро сената, где зарегистрировано его прежнее и новое объединение.
Депутатские объединения вправе через бюро сената распространять подготовленные ими материалы среди депутатов парламента. Члены депутатских объединений по поручению объединений при прекращении прений имеют право настаивать на выступлении своего представителя. В этом случае председательствующий обязан предоставить ему слово.
В парламенте интересы депутатов от регионов представляет депутатская группа «Өңір», созданная в 2007 году и объединяющая депутатов для координации их работы с депутатами районных, городских и областных маслихатов.